# جزيرة شودو (اليابان)
جزيرة شودو  هي بلدية في اليابان، وبلدة في اليابان، تقع في كاغاوا، بلغ عدد سكانها 14,223  نسمة وذلك حسب إحصائيات سنة 2018، تبلغ مساحتها 95.59 كيلومتر مربع.

## التقسيمات الإدارية
- مقاطعة كيتا  [لغات أخرى]‏.